# التمرد في باراغواي
التمرد في باراغواي، المعروف أيضًا باسم تمرد جيش باراغواي الشعبي وتمرد EPP (من اسم المجموعة باللغة الإسبانية: Ejército del Pueblo Paraguayo)، هو نزاع مسلح منخفض المستوى مستمر في شمال شرق باراغواي. بين عام 2005 وصيف 2014، أسفرت الحملة المستمرة الخاصة بـEPP عن مقتل ما لا يقل عن 50 شخصًا في المجموع، معظمهم من أصحاب المزارع المحليين وحراس الأمن الخاصين وضباط الشرطة، بالإضافة إلى العديد من المتمردين. وخلال نفس الفترة نفذت المجموعة عمليات خطف مقابل فدية وصل عددها إلى ثمانية وعشرون، بالإضافة إلى العديد من أعمال العنف.
بدأ التمرد في عام 2005، بعد أن شكل العديد من أعضاء حزب الوطن الحر «باتريا ليبر» (حزب شيوعي يساري متطرف) ما يعرف بالجيش الشعبي الباراغواياني (EPP). وتشتبه الحكومة في أن هذا الجيش له صلات بجماعة التمرد الكولومبية فارك. كما شنت مجموعتان منشقتان عن الجيش (جمعية الفلاحين المسلحين ACA وجيش المارشال لوبيز EML) حملات مسلحة منفصلة ضد الحكومة.

## تاريخ

### خلفية
غذى سقوط دكتاتورية ستروسنر في باراغواي عام 1989 التطور السريع للجماعات السياسية اليسارية المحظورة. في عام 1990، التحق زعيم جيش باراغواي الشعبي أوفييدو بريتز بكلية اللاهوت في الجامعة الكاثوليكية في العاصمة الباراغوايانية أسونسيون.

### تشكيل جيش باراغواي الشعبي
في عام 1992 تم طرد بريتز من دورة دراسة اللاهوت وصار مهتمًا بالتغيير السياسي من خلال الكفاح المسلح الثوري. سرعان ما أنشأ بريتز وخطيبته كارمن فيلالبا بالإضافة إلى خوان أروم سهورت حزب الوطن الحر Partido Patria Libre، منشأ جيش باراغواي الشعبي.
تلقى بريتز وفيلالبا بين عامي 1995 و1996 تدريبات عسكرية على يد جبهة مانويل رودريغيز الوطنية في التشيلية.
نفذت MPL في عام 1997 أول عمل مصادرة لها من خلال محاولة فاشلة للسطو على بنك في مدينة تشوريه.احتجزت وحدة الشرطة المحلية جميع اللصوص الستة وحُكم عليهم فيما بعد بالسجن ثلاث سنوات. بعد إطلاق سراح أعضائها في أوائل عام 2000، أطلقت MPL حملة تجنيد واعتمدت على الاختطاف كمصدر رئيسي للتمويل.
أول الأعمال الكبرى كان في 16 نوفمبر 2001 حين اختطفوا ماريا إديث بوردون دي ديبرناردي. دفع زوجها رجل الأعمال أنطونيو ديبيرناردي مليون دولار مقابل إطلاق سراحها. في 2 يوليو 2004، ألقت الشرطة القبض على أوفييدو بريتز وكارمن فيلالبا في نيمبي، في ضواحي أسونسيون. بعد إلقاء القبض على الزوجين تم تفتيش المنزل في مدينة سان لورينزو حيث تم الاستيلاء على مواد استخبارية وكتيبات تشغيل. بعد اعتقال الزوجين بريتز وفيلالبا أصبح أوسمار مارتينيز وأوزفالدو فيلالبا قائدين ميدانيين جديدين لجيش باراغواي الشعبي.

### الأعمال الكبرى
في عام 2004، اختطفت المجموعة سيسيليا كوباس، ابنة رئيس باراغواي السابق راؤول كوباس. على الرغم من تلقيهم فدية قدرها 300 ألف دولار، قام الخاطفون. بعد تفكيك قوات الأمن للحزب الوطن الحر في عام 2005، قرر العديد من الأعضاء تشكيل مجموعة جديدة لمواصلة الكفاح المسلح،  واعتماد اسمها الحالي في عام 2008.
تم تحديد إيديولوجية جيش باراغواي الشعبي لأول مرة في كتاب بعنوان «ثورة القرن الحادي والعشرين الفرانكستية» الذي كتبه بريتز في السجن. سُمي الكتاب على اسم خوسيه غاسبار رودريغيز دي فرانسيا، ديكتاتور الباراغواي بين عامي 1814 و1841، حيث ضم عناصر من البوليفارية والماركسية اللينينية. ينتمي غالبية أعضاء جيش باراغواي الشعبي إلى ثماني عائلات. ولكن على الرغم من حجمها المحدود، يتمتع هذا الجيش بدعم السكان المحليين في المناطق التي تسيطر عليها.